# Nansha
Nansha är ett stadsdistrikt i södra delen av provinshuvudstaden Guangzhou i provinsen Guangdong i sydöstra Kina.
Nansha är indelat i tre stadsdelsdistrikt och sex köpingar.
Stadsdelsdistrikt (jiedao):

- Longxue (龙穴街道)
- Nansha (南沙街道)
- Zhujiang (珠江街道)

Köpingar (zhen):

- Dagang (大岗镇)
- Dongyong (东涌镇)
- Hengli (横沥镇)
- Huangge (黄阁镇)
- Lanhe (榄核镇)
- Wanqingsha (万顷沙镇)